# Calystegia pulchra
Calystegia pulchra (tên tiếng Anh thông dụng: hairy bindweed) là một loài hoa thuộc chi Calystegia, họ Bìm bìm. Đây là một cây thân leo, độ cao lớn nhất mà nó có thể đạt tới là 3 mét . Tràng hoa màu hồng sáng, to từ 5 đến 7 centimét , có sọc trắng rõ ràng.
C. pulchra là một loài hoa dại, mọc um tùm, phân bố ở phần lớn châu Âu. Đây cũng là một cây cảnh. Nguồn gốc chính xác của C. pulchra vẫn chưa được biết; có thể nó là kết quả lai tạo giữa các loài Calystegia khác.